# Grypotyphlops acutus
Grypotyphlops acutus (дзьобоносий сліпун) — вид змій родини сліпунів (Typhlopidae). Ендемік Індії. Це єдиний представник монотипового роду Grypotyphlops.

## Таксономія
Рід Grypotyphlops спорідений з африканськими сліпунами з родів Afrotyphlops, Letheobia та Rhinotyphlops і є сестринським таксоном по відношенню до двох останніх родів. Він потрапив у Індію з Африки в часи палеогену. Всі інші сліпуни Індійського субконтиненту, як вважається, походять з материкової Азії (Indotyphlops і Argyrophis), або є реліктами Гондвани (Gerrhopilus).

## Поширення і екологія
Дзьобоносі сліпуни мешкають в центральних і південних районах Індостану на південь від річки Ганг, особливо у Західних Гатах. Вони живуть у вологих і сухих тропічних лісах, у вторинних заростях та на плантаціях, серед опалого листя, каміння і гнилої деревини, на висоті від 10 до 700 м над рівнем моря. Ведуть риючий спосіб життя, живляться личинками і лялечками мурах, черв'яками та м'якотілими комахами.